# Liste der Bodendenkmäler in Muhr am See
Auf dieser Seite sind die Bodendenkmäler in der mittelfränkischen Gemeinde Muhr am See zusammengestellt. Diese Tabelle ist eine Teilliste der Liste der Bodendenkmäler in Bayern. Grundlage ist die Bayerische Denkmalliste, die auf Basis des Bayerischen Denkmalschutzgesetzes vom 1. Oktober 1973 erstmals erstellt wurde und seither durch das Bayerische Landesamt für Denkmalpflege geführt wird. Die folgenden Angaben ersetzen nicht die rechtsverbindliche Auskunft der Denkmalschutzbehörde.

## Bodendenkmäler in Muhr am See
| Lage                   | Objekt | Akten-Nr.     | Bild            |
| ---------------------- | --- | ------------- | --------------- |
| Muhr am See (Standort) | Burgstall des Mittelalters. | D-5-6830-0109 |                 |
| Muhr am See (Standort) | Freilandstation des Mesolithikums.                                                                                                  | D-5-6830-0110 |                 |
| Muhr am See (Standort) | Archäologische Befunde im Bereich der ehem. mittelalterlichen Burgruine bzw. des ehem. frühneuzeitlichen Wasserschlosses Neuenmuhr. | D-5-6830-0116 |                 |
| Muhr am See (Standort) | Mittelalterliche und frühneuzeitliche Ortsbefestigung von Altenmuhr.                                                                | D-5-6830-0191 |                 |
| Muhr am See (Standort) | Mittelalterliche und frühneuzeitliche Befunde im Bereich der Evang.-luth. Pfarrkirche St. Johannes d.T. in Altenmuhr.               | D-5-6830-0192 |                 |
| Muhr am See (Standort) | Mittelalterliche Wasserburg. | D-5-6830-0193 | (D-5-6830-0193) |
| Muhr am See (Standort) | Mittelalterliche und frühneuzeitliche Befunde im Bereich der befestigten Marktsiedlung von Altenmuhr.                               | D-5-6830-0194 | (D-5-6830-0194) |
| Muhr am See (Standort) | Untertägige Bestandteile der evang.-luth. Filialkirche St. Jakob maior und St. Georg des 17. Jh.                                    | D-5-6830-0198 | (D-5-6830-0198) |